# 궁수자리 카파2
궁수자리 카파2(κ2 Sgr)는 황도대의 궁수자리 방향에 있는 쌍성계이다. 겉보기 등급은 +5.64로 맨눈으로 볼 때 희미하게 빛나 보이는 수준이다. 지구에서 봤을 때의 연주 시차 10.47 밀리초각에 따르면 이 계는 태양으로부터 약 310 광년 거리에 위치해 있다. 이 계는 초당 2.6 킬로미터 속도로 지구로부터 멀어지고 있다.
궁수자리 카파2의 구성원들 중 A와 B는 중력적으로 묶여 있으며 서로의 질량 중심을 0.4의 궤도 이심률, 궤도 긴반지름 2 초각을 그리면서 대략 700년 남짓의 공전 주기마다 1회 돌고 있다. 이 두 구성원의 스펙트럼을 합치면 A5 V, 즉 A형 주계열성과 부합된다. A와 B의 분광형은 각각 A1, A6이다. 둘 중 밝은 쪽인 A는 겉보기 등급 6.04에 질량은 태양의 1.85 배, 광구의 온도는 7990 켈빈이고 태양 광도 38 배에 해당되는 에너지를 복사하고 있다. 동반성 B의 겉보기 등급은 +7.12이다.
궁수자리 카파2 계의 구성원에는 중력적으로 묶이지 않은 안시 이중성 둘이 있다. 구성원 C는 2000년 기준으로 겉보기 등급은 14.3이고 방위각은 266도, AB와의 각거리는 18.6 초각이다. 반면 구성원 D는 2000년 기준으로 겉보기 등급은 14.0, 방위각은 219도, AB와의 각거리는 29.8 초각이다.